# Platycryptus undatus
Platycryptus undatus là một loài nhện trong họ Salticidae. Loài này được phát hiện ở Noord-Amerika.